# Gößweinstein
Gößweinstein è un comune tedesco di 4 156 abitanti, situato nel land della Baviera.